# ティボー2世 (ロレーヌ公)
ティボー2世（フランス語：Thiébaud II, 1263年 - 1312年5月13日）は、ロレーヌ公（在位：1303年 - 1312年）。ロレーヌ公フェリー3世と、ナバラ王テオバルド1世の娘マルグリットの間の息子。

## 生涯
1298年、シュパイアー近郊で起こったゲルハイムの戦いに参加し、ドイツ王アドルフ・フォン・ナッサウがライバルであるハプスブルク家のアルブレヒト1世と戦って戦死した。ティボーは、一族が常に正統な皇帝（アドルフが目指していた）を支持してきたにもかかわらず、アルブレヒト1世を支持した。
1302年、ティボーとその息子フェリーはコルトレイクで行われた金拍車の戦いにおいてフランス王フィリップ4世を支援し、フラマン軍がアルトワ伯ロベール2世率いるフランス騎士を破った。ティボーは1304年のモン＝アン＝ペヴェルの戦いにも参加し、フランス王が自ら軍を率いたが、勝敗は決まらなかった。ティボーはブラバント公ジャン2世、サヴォイア伯アメデーオ5世とともにフランドルとの和平交渉のために派遣された。
1305年、ティボーはリヨンで教皇クレメンス5世の戴冠式に出席した。クレメンス5世は聖職者に10分の1の税を課し、その徴収をロレーヌ公に求めた。ティボーはメス司教ルノー・ド・バルの反対にあったが上首尾に終わった。

## 結婚と子女
1270年4月にロレーヌ公ティボー2世とイザベル・ド・ルミニーの結婚契約が署名された。1278年5月23日、ティボー2世はルミニー領主ユーグとフィリピーヌ・ドゥッシュの娘でルミニーの女子相続人イザベル（1263年 - 1326年）と結婚した。2人の間には以下の子女が生まれた。
- フェリー4世（1282年 - 1329年）[2] - ロレーヌ公
- マチュー（1330年頃没） - ダルネ、ボーヴ、ブランヴィルおよびフロレンヌの領主。マティルド・ド・フランドルと結婚。
- ユーグ（1337年3月20日以降没） - ルミニー、マルティニーおよびオーバントンの領主
- マリー（1344年以降没） - 1324年にフェール＝アン＝タルドゥノワ領主ギー・ド・シャティヨン（1362年没、ポルシャン伯ゴーシェ1世の息子）と結婚
- マルグリット（1348年没） - 1311年ごろにゼーラント伯ギー・ド・ダンピエールと結婚、1313年にローン伯およびシニー伯ルートヴィヒ5世と結婚
- イザベル（1353年没） - ピエルポン領主エラール・ド・バル（1337年没、バル伯ティボー2世の息子）と結婚
- フィリピーヌ - 修道女